# 約羅富拉城
13°8′N 14°43′W / 13.133°N 14.717°W
約羅富拉城（法語：Médina Yoro Foulah），是塞內加爾的城鎮，位於該國南部，由科爾達區負責管轄，是約羅富拉城省的首府，面積12平方公里，海拔高度30米，2013年人口3,389，人口密度每平方公里282人。